# Historia kina w Popielawach
Historia kina w Popielawach – polski film z 1998 roku w reżyserii Jana Jakuba Kolskiego.

## Obsada aktorska
- Krzysztof Majchrzak − Józef Andryszek Piąty
- Bartosz Opania − Józef Andryszek Pierwszy
- Grażyna Błęcka-Kolska − Hanutka Piąta
- Franciszek Pieczka – wujo Janek
- Michał Jasiński − Józef Andryszek Szósty (Szóstek)
- Tomasz Krysiak − Staszek Szewczyk
- Andrzej Jurczak − chłop
- Joanna Orleańska − Hanutka I
- Izabella Bukowska − Jagoda

## Fabuła
Film stanowi utrzymaną w duchu realizmu magicznego baśń o potędze i magii kina. Narratorem filmu jest 10-letni Staszek Szewczyk, uczący się w szkole w Popielawach, skąd pochodzą jego dziadkowie. Opowiada historię kowalskiego rodu Andryszków, którego ostatni potomek, Józef Andryszek Szósty, jest przyjacielem Staszka. Pierwszy Józef Andryszek w XIX wieku zbudował kinematograf, wcześniej niż bracia Lumière. Saga trwa do lat 60. XX wieku, kiedy Józef Andryszek Szósty wbrew woli ojca postanawia odtworzyć kinematograf. Jego pasja doprowadza w końcu do pozytywnych zmian w życiu ojca.

## Nagrody
1998:
- Lubuskie Lato Filmowe w Łagowie
  - Brązowe Grono
- 23. Festiwal Polskich Filmów Fabularnych w Gdyni
  - Złote Lwy dla najlepszego filmu
  - Złote Lwy dla najlepszego producenta – Kazimierz Rozwałka
  - nagroda za główna rolę męską – Krzysztof Majchrzak
  - nagroda Kin Studyjnych
- Syrenka Warszawska (nagroda Klubu Krytyki Filmowej Stowarzyszenia Dziennikarzy Polskich) w kategorii filmu polskiego za konsekwencję w tworzeniu własnej poetyckiej rzeczywistości, za artyzm w sposobie przeżywania przeszłości, tradycji, za refleksyjny i ciepły stosunek do świata

1999:
- Przegląd Filmowy „Prowincjonalia” w Słupcy k. Konina
  - nagroda aktorska przyznana przez publiczność – Krzysztof Majchrzak
  - Złoty Jancio – nagroda organizatorów
- Orzeł, Polska Nagroda Filmowa
  - Orzeł za najlepszy film
  - Orzeł za najlepsze zdjęcia – Krzysztof Ptak
  - Orzeł za najlepszą muzykę – Zygmunt Konieczny
  - Orzeł za najlepszy montaż – Ewa Pakulska (nagroda przyznana pośmiertnie)
  - nominacja za reżyserię – Jan Jakub Kolski
  - nominacja za scenariusz – Jan Jakub Kolski
  - nominacja za scenografię – Wojciech Saloni-Marczewski
  - nominacja za dźwięk – Andrzej Żabicki
  - nominacja za produkcję – Kazimierz Rozwałka
  - nominacja za główną rolę męską – Bartosz Opania
- Tarnowska Nagroda Filmowa
  - Srebrna Statuetka Lewity – Nagroda Specjalna – Jan Jakub Kolski
- MFF „Złoty Rycerz” w Moskwie
  - Srebrny Rycerz
- Festiwal Alte Adria Cinema w Trieście
  - Grand Prix (Primo Triesto)
- Międzynarodowe Spotkanie Kina i Telewizji – Kino Pełnoekranowe w Genewie
  - Grand Prix